# Ergens onderweg (televisieprogramma)
Ergens onderweg is een Vlaamse documentaire- en realityreeks uit 2010 die werd uitgezonden op één. In het programma dat werd geproduceerd door deMENSEN gaan 8 bekende vaders met hun zoon of dochter met de auto op reis naar een bestemming naar keuze. Elke van hen heeft een speciale reden om de reis mee te maken.
| # | Bekende vader       | Zoon / Dochter (Leeftijd) | Bestemming    | Opmerkelijke activiteit  | Uitzenddatum     |
| - | ------------------- | ------------------------- | ------------- | ------------------------ | ---------------- |
| 1 | Sergio Quisquater   | Steffi (12)               | Frankrijk     | Waterskiën               | 8 november 2010  |
| 2 | Tomas De Soete      | Leon (6)                  | Frankrijk     | Bezoek Eiffeltoren       | 15 november 2010 |
| 3 | Bart Van Avermaet   | Fiel (10)                 | Zwitserland   | Survivaltocht            | 22 november 2010 |
| 4 | Dimitri Leue        | Ilya Leue (8)             | Denemarken    | Viking festival          | 29 november 2010 |
| 5 | Tom Waes            | Milo (12)                 | Spanje        | Stierenrennen            | 6 december 2010  |
| 6 | Rob Vanoudenhoven   | Emma (10)                 | Denemarken    | Zeehonden spotten op zee | 13 december 2010 |
| 7 | Peter Vandermeersch | Sebastian (10)            | Noord-Ierland | Vliegvissen              | 20 december 2010 |
| 8 | Chris Dusauchoit    | Hannah (15)               | Spanje        | Surfen                   | 27 december 2010 |